# Arturo Duperier Vallesa
Arturo Duperier Vallesa (Pedro Bernardo, 12 de novembre de 1896 – Madrid, 10 de febrer de 1959) va ser un físic espanyol, destacat especialment pel seu estudi de la radiació còsmica, pel qual va arribar a ser proposat candidat pel Premi Nobel de Física el 1958. El 1959 li va ser concedit, a títol pòstum, el Premi de Ciències Juan March. Va rebre el 1945 la Medalla i premi Faraday.

## Biografia
Es va formar des de 1924 sota la direcció de Blas Cabrera Felipe, de qui era el deixeble predilecte primer al Laboratori de Recerques Físiques, fundat el 1910, i després al departament d'Electricitat i Magnetisme de l'Institut Nacional de Física i Química, que va dirigir fins al seu exili. Ambdues institucions eren sota l'ègida de la Junta per a l'Ampliació d'Estudis i Recerques Científiques. Amb Blas Cabrera va formular la després coneguda com a «llei de Cabrera-Duperier». El 1929, durant una estada a Estrasburg, va treballar amb Pierre Weiss, i després, el 1932, a París amb Charles Maurin.
L'any 1939, amb el final de la guerra civil, es va exiliar a Anglaterra, on va exercir com a professor de la Universitat de Birmingham i de l'Imperial College de Londres. Aleshores va començar a considerar fonamental conèixer les variacions d'intensitat dels rajos còsmics a nivell del mar en el transcurs del temps. Es va requerir la seva participació en un projecte desenvolupat a tal fi, dut a terme pel Departament de Física de la Universitat de Manchester en un projecte dirigit pel posteriorment Premi Nobel de Física Patrick Blackett. Duperier es va consolidar, gràcies al treball d'aquests anys, com una autoritat mundial en matèria de raigs còsmics, l'especialitat de la qual ha derivat la moderna física de partícules.
Duperier havia estat destituït de la seva càtedra universitària, com a part del procés radical de depuració al final de la guerra civil, alhora que Blas Cabrera Felipe, Enric Moles i Ormella, Cándido Bolívar Pieltáin i altres catedràtics de ciències. El principal càrrec contra ell davant el Tribunal de Responsabilitats Polítiques n. 9 de Madrid, va ser no haver aprofitat per desertar de la República una estada a París, al juliol de 1937, on representava Espanya a la Conferència Internacional de Cronometria i Metrologia.
El 1953 torna definitivament a Espanya, i comença a impartir a la seva càtedra de la Universitat de Madrid la nova disciplina de Radiació Còsmica, que alterna amb importants estudis que presenta a nombrosos Congressos Internacionals. Duperier va retornar a Espanya aprofitant l'impuls donat per Joaquín Ruiz-Giménez, en aquell temps ministre d'Educació Nacional, a la recuperació de cervells exiliats, però al seu retorn, no li va ser permès introduir al país el laboratori donat pels físics britànics, la qual cosa no va aconseguir tampoc durant la resta de la seva vida. Duperier que havia destacat com a experimentador, no va poder continuar la seva recerca empírica dels raigs còsmics i va quedar relegat a la impartició de cursos teòrics.
Elegit membre numerari de la Reial Acadèmia de Ciències Exactes, Físiques i Naturals el 5 de febrer de 1958, va ser nomenat per a la mateixa medalla que Miguel Catalán Sañudo però, com ell, va morir sense haver-ne pres possessió.

## Publicacions
Magnetisme de materials
- Estudio termomagnético del agua, algunas disoluciones de algunas sales sódicas paramagnéticas, tesi doctoral, Universidad de Madrid, (1924).
- Variación de la constante diamagnética del agua con la temperatura con B. Cabrera, Anales de la Sociedad Española de Física y Química (ASEFQ), 22, 160-167, (1924).
- Estudio termomagnético de algunas disoluciones, ASEFQ, 22, 383-397, (1924).
- La variation thermique du magnétisme de l'eau et de quelques solutions paramagnétiques con B. Cabrera, Jour. Phys. et Radium, 6, 121-138, (1925).
- Sur le paramagnétisme des familles du palladium et du platine con B. Cabrera, Comptes Rendus, 185, 414-416, (1927).
- Sur les propriétés paramagnétiques des terres rares con B. Cabrera, Comptes 	Rendus, 188, 1640-1642, (1929).
- Acerca de las propiedades magnéticas de las tierras raras con B. Cabrera, ASEFQ, 27, 671-682, (1929).
- Nuevo estudio térmico sobre las propiedades magnéticas de las tierras raras, ASEFQ, 28, 47-55, (1930).
- Estudio termomagnético de algunos compuestos anhidros de Co y Ni con B. Cabrera, ASEFQ, 29, 5-14, (1931).
- Magnetismo de algunos cloruros de la familia del platino, Bol. Acad. Cien., 9, 1-9, (1936).
- Further results on the magnetism of chlorides of the palladium and platinum triads of elements con B. Cabrera, Proc. Phys. Soc.,51, 845-858, (1939).

Meteorologia
- Concepto de temperatura en la materia y en la radiación, An. Soc. Esp. Met., 1, 24-48, (1927).
- Estudio termodinámico de la condensación por convección, An. Soc. Esp. Met., 1, 71-78 y 103-105, (1927). También publicado en ASEFQ, 26-2ª parte, 5-24, (1928).
- Distribución vertical de la temperatura en la atmósfera del centro de España, ASEFQ, 30, 743-750, 1932. También publicado en Serv. Met. Esp., Serie A, 1, 10 pp., (1933).
- Sobre las fluctuaciones del campo eléctrico terrestre, ASEFQ, 30, 751-758, 1932. También publicado en Serv. Met. Esp., Serie A, 2, 10 pp., (1933).
- Les fluctuatuions du champ électrique terrestre con G. Collado, Comptes Rendus, 197, 422-423, (1933).
- Sobre la conductibilidad eléctrica del aire en Madrid con J.M. Vidal, ASEFQ, 35, 5-20, (1937). También publicado en Serv. Met. Esp., 	Serie A, 6, 23 pp., (1937).
- Las fluctuaciones simultáneas del potencial eléctrico, de la conductibilidad y de la carga espacial del aire con J.M. Vidal y G. Collado, Serv. Met. Esp., Serie A, 8, 19 	pp., (1938).

Radiació Còsmica
- La radiación cósmica en Madrid y en Valencia, ASEFQ, 35, 249-262, (1937). También publicado en Serv. Met. Esp., Serie A, 7, 18 pp., (1937)
- The seasonal variations of cosmic-ray intensity and temperature of the atmosphere, Proc. Roy. Soc. A, 177, 204-216, (1941).
- Cosmic rays and solar and geomagnetic activity, The Observatory, 64, 190, (1942).
- Cosmic rays and magnetic storms, Nature, 149, 579-580, (1942).
- An exceptional increase of cosmic rays, Nature, 151, 308, (1942).
- A new cosmic-ray recorder and the air-absorption and decay of particles, Terrestrial magnetism and atmospheric electricity (Carnegie institution of Washington), 49, 1 (1944).
- Absorption in the atmosphere and decay of cosmic rays, Nature, 153, 529-530, (1944).
- The geophysical aspect of cosmic rays, Proc. Phys. Soc., 57, 464-477, (1945). También publicado en Nature, 783, (1945).
- Cosmic rays and the freat sunspot group of January 29 - February 12, 1946 con M. McCaig, Nature, 157, 477, (1946).
- A lunar effect on cosmic rays?, Nature, 157, 296, (1946).
- Solar and sidereal diurnal variations of cosmic rays, Nature, 158, 196, (1946).
- Solar and sidereal 6-hourly variations of cosmic rays, Nature, 158, 944-945, (1946).
- Temperature effect of cosmic rays, Proc. Cosmic ray international conference at Cracow (Poland-oct.1947).
- Further results on the cosmic ray lunar effect, Proc. cosmic ray international conference at Cracow (Poland-oct.1947).
- The tempereature effect on cosmic-ray intensity and the height of meson formation, Proc. Phys. Soc., 61, 34-40, (1948).
- Temperature at the height of 100mb and the intensity of mesons at sea level, suplemento especial sobre rayos cósmicos de Research, 73-75, (1949).
- Latitude effect and pressure-level of meson formation, Nature, 163, 369-370, (1949).
- The meson intensity at the surface of the earth and the temperature at the production	level, Proc. Phys. Soc., 62, 684-696, (1949).
- Solar influences on cosmic rays, Council international des unions scientifiques. Sixieme rapport de la commission pour l'etude des relations entre les phenomenes solaires et terrestres, 193, (1949).
- Amplitude of the diurnal variation of cosmic ray intensity and geomagnetic activity, cosmic ray international conference at Como, (1949).
- Temperature of the upper atmosphere and meson production, Nature, 167, 312-313, (1951).
- On the positive temperature effect of the upper atmosphere and the process of meson production, Journal of atmospheric and terrestrial physics, 1, 296, (1951).
- The diurnal variation of cosmic rays and the m regions of the sun, Recueol des travaux du confres international sur le rayanement cosmique a Bagneres de Bigorre (Francia), 9,julio del 53.
- On the positive effect, Communication to the cosmic ray international conference at Guanajuato (México), sept-1955.
- The positive effect of cosmic rays at sea-level, Facultad de Ciencias de la Univ. de	Madrid, (1956).
- Nuevo método para el cálculo de los fenómenos de interacción entre partículas datadas de altísimas energías y de sus trayectorias, Congreso de rayos cósmicos de Edimburgo, (1958).

Altres obres
- Llamamiento a los intelectuales del mundo de los hombres de ciencia y artistas de la Casa de la Cultura de Valencia con E. Moles, A. Machado y otros 20, Valencia, (1937).